# Walter Mazzarri
Walter Mazzarri, født 1. oktober 1961 i San Vincenzo) er en italiensk fodboldmanager, der i fungerer som cheftræner for den italienske fodboldklub F.C. Internazionale.
Før Mazzarri blev fodboldtræner var han selv fodboldspiller. Selv var han aktiv fra starten af 80'erne og frem til midten af 90'erne. Mazzarri var dog aldrig at finde i nogen rigtig stor klub i Italien, og derfor er det da også trænergerningen man kender Mazzarri fra.
Mazzarris trænergerning startede som cheftræner i Napoli. Således blev han introduceret til trænerrollen som assistent for Renzo Ulivieri i 1998. Det er dog fra tiden som træner i Sampdoria man først begyndte at høre om Mazzarri hvor han blandt andet førte holdet til en flot placering i ligaen, samt førte klubben til finalen i Coppa Italia som dog blev tabt til SS Lazio på straffespark.
Den 6. oktober overtog Mazzarri rollen som cheftræner i Napoli efter nyligt fyrede Roberto Donadoni.